# San Lucas Totolmaloya
San Lucas Totolmaloya är en ort i Mexiko, tillhörande kommunen Aculco i den nordvästra delen av delstaten Mexiko, i den centrala delen av landet. Orten hade 3 770 invånare vid folkräkningen 2010 och är det största samhället i kommunen.